# Hipponix climax
Hipponix climax is een slakkensoort uit de familie van de Hipponicidae. De wetenschappelijke naam van de soort is voor het eerst geldig gepubliceerd in 2005 door Simone.